# Liste de jeux Windows (K)
Cette liste de jeux Windows dont le titre commence par la lettre K recense des jeux vidéo sortis sur le système d'exploitation Windows pour PC.
Pour un souci de cohérence, la liste utilise les noms français des jeux, si ce nom existe.
Cette liste est découpée, il est possible de naviguer entre les pages via le sommaire.
- K.Hawk: Survival Instinct
- K 2000: The Game
- K 2000 : La Revanche de Kitt
- KA-52 Team Alligator
- Kaan: Barbarian's Blade
- Kabus 22
- Kairo
- Kaitō Tenshi Twin Angel Maboroshi no Shōjo
- KAL-Online
- Kalimba
- Kamaitachi no Yoru
- Kami
- Kana: Little Sister
- Kane and Lynch: Dead Men
- Kane and Lynch 2: Dog Days
- Kanojo x Kanojo x Kanojo: Dokidoki Full Throttle
- Kanojo x Kanojo x Kanojo: Sanshimai to no DokiDoki Kyōdō Seikatsu
- Kanon
- Kao the Kangaroo
- Kao the Kangaroo Round 2
- Kaptain Brawe: A Brawe New World
- Ka'roo
- Kara no Shōjo
- Kara no Shōjo: The Second Episode
- Karateka
- Karma: Curse of the 12 Caves
- Karma: Incarnation 1
- Kasparov Chessmate
- Katana Zero
- Katawa Shōjo
- Kathy Rain
- Kawasaki ATV PowerSports
- Kawasaki Jet Ski
- Kayak Extreme
- Kaze no Uta
- Keep Talking and Nobody Explodes
- Keep the Balance!
- Keepsake : Aventures à Dragonvale
- Kelly Club: Pet Parade
- Kelly Slater's Pro Surfer
- Ken's Labyrinth
- Kena: Bridge of Spirits
- Kentucky Route Zero
- Kerbal Space Program
- Kerbal Space Program 2
- Kero Blaster
- Kevin Sheedy's AFL Coach 2002
- Kholat
- Kick-Ass 2: The Game
- KickBeat
- KiKi KaiKai
- Kikokugai: The Cyber Slayer
- Kill Switch
- Killer Instinct
- Killer Is Dead
- Killer Loop
- Killer7
- Killing Floor
- Killing Floor 2
- Killing Time
- Kimi ga Aruji de Shitsuji ga Ore de
- Kimi ga nozomu eien
- King Arthur: The Role-Playing Wargame
- King Arthur II: The Role-Playing Wargame
- King Kong
- King of Clubs
- King of Dragon Pass
- King of Fighters '94, The
- King of Fighters 2000, The
- King of Fighters 2001, The
- King of Fighters, The: Evolution
- King of Fighters '98, The: Ultimate Match
- King of Fighters 2002, The: Unlimited Match
- King of Fighters XIII, The
- King of Fighters XIV, The
- King of the Road
- King's Bird, The
- King's Bounty: Armored Princess
  - King's Bounty: Crossworlds
- King's Bounty: Dark Side
- King's Bounty: Legions
- King's Bounty: The Legend
- King's Bounty: Warriors of the North
- King's Bounty II
- King's Quest
- King's Quest V: Absence Makes the Heart Go Yonder!
- King's Quest VI: Heir Today, Gone Tomorrow
- King's Quest VII: The Princeless Bride
- King's Quest : Masque d'éternité
- Kingdom
- Kingdom Come: Deliverance
- Kingdom Rush
- Kingdom Rush Frontiers
- Kingdom Under Fire: A War of Heroes
- Kingpin: Life of Crime
- Kings' Crusade, The
- KiPulKai : La Légende des trois masques
- Kirikou
- Kirikou et les Bêtes sauvages
- Kiss: Psycho Circus - The Nightmare Child
- Kiss Pinball
- Kitten Squad
- Kitty Powers' Matchmaker
- Kiyeko et les Voleurs de nuit
- KKnD
- KKND2: Krossfire
- .kkrieger
- Knight Moves
- Knight Online
- Knightmare Tower
- Knights and Bikes
- Knights of Honor
- Knights of Pen and Paper
- Knights of the Cross
- Knights of the Temple: Infernal Crusade
- Knights of the Temple II
- KnightShift
- Knives Out
- Knuckles' Chaotix
- Knytt
- Knytt Stories
- Knytt Nano
- Knytt Underground
- Koala Lumpur: Journey to the Edge
- KoGaMa
- Kohan: Immortal Sovereigns
- Kohan: Battles of Ahriman
- Kohan II: Kings of War
- Koihime Musō
- Kona
- Konung: Legend of the North
- Konung 2: Blood of Titans
- Kookabonga
- Korea: Forgotten Conflict
- Korsakovia
- Korsun Pocket
- Kōtetsu no Kishi 2: Sabaku no Rommel Shōgun
- Krater
- Krazy Ivan
- Kreed
- Krosmaga
- Kud Wafter
- Kult: Heretic Kingdoms
- Kung Fu Panda
- Kung Fu Panda : Le Choc des légendes
- Kung Fu Rabbit
- Kuzco, l'empereur mégalo
- Kwaan

| Sommaire : | Haut - A B C D E F G H I J K L M N O P Q R S T U V W X Y Z 0-9 |